# لی جو هو (شناگر)
لی جو هو (کره‌ای: 이주호؛ زادهٔ ۲۳ ژانویهٔ ۱۹۹۵) ورزشکار ورزش شنا اهل کره جنوبی است.
وی در مسابقات کشوری و بین‌المللی در مجموع برندهٔ ۲ مدال نقره، ۴ مدال برنز شده است.